# Neapoli-Sykies
Neapoli-Sykies (griego: Νεάπολη-Συκιές) es un municipio de la República Helénica perteneciente a la unidad periférica de Tesalónica de la periferia de Macedonia Central.
El municipio se formó en 2011 mediante la fusión de los antiguos municipios de Agios Pavlos, Neápolis, Pefka y Sykies, que pasaron a ser unidades municipales. El municipio tiene un área de 12,9 km².
En 2011 el municipio tiene 84 741 habitantes. La unidad municipal más poblada, con 37 753 habitantes, es la unidad municipal de Sykies.
Se ubica en la periferia nororiental de Tesalónica y está plenamente integrada en el entorno urbano de dicha ciudad.